# Каролина Луиза Гессен-Дармштадтская
Каролина Луиза Гессен-Дармштадтская (нем. Karoline Luise von Hessen-Darmstadt; 11 июля 1723, Дармштадт — 8 апреля 1783, Париж) — принцесса Гессен-Дармштадтская, в замужестве маркграфиня Баденская. Меценатка, коллекционер и ботаник.

## Биография
Каролина Луиза — дочь ландграфа Людвига VIII Гессен-Дармштадтского и его супруги Шарлотты Кристины Ганау-Лихтенбергской, дочери и наследницы графа Иоганна Рейнхарда III. После смерти матери вместе со своими братьями и сёстрами воспитывалась отцом в Буксвиллере. Планы выдать Каролину Луизу за герцога Уильяма Августа Камберлендского провалился. Наследному принцу Шварцбург-Рудольштадтскому талантливая принцесса сама дала отказ. 28 января 1751 года в Дармштадте Каролина Луиза вышла замуж за маркграфа Карла Фридриха Баденского.
Своим участием в культурной жизни маркграфиня оказывала большое влияние на придворную жизнь основанного в 1715 году дедом супруга города-резиденции Карлсруэ. Каролина Луиза владела пятью языками и обладала познаниями во многих областях науки. Страстная почитательница Вольтера, он поддерживала с ним переписку. В это время резиденция превратилась в важный духовный и культурный центр империи. В гостях у маркграфини бывали помимо Вольтера выдающиеся современники: Гердер, Лафатер, Гёте, Клопшток, Глюк и Виланд. Каролина Луиза участвовала в выступлениях маркграфской Баденской придворной капеллы и играла на клавесине. Она была талантливой художницей, сохранилось много портретов её работы, выполненных в технике сангины и пастели. Каролина Луиза состояла членом копенгагенской академии искусств.
Маркграфиня любила естественные науки и занималась ботаникой, зоологией, физикой, медициной, минералогией, геологией и химией. Лафатер в одном из своих писем к Гёте назвал её «баденской всезнайкой, задающей много вопросов». В её покоях в Карлсруэском дворце помимо мастерской находилась лаборатория, в которой она проводила свои эксперименты.
В честь Каролины Луизы Карл Линней назвал ставшее комнатным растение пахиру водную Carolinea prinzeps. Каролина Луиза планировала создать обширную ботаническую коллекцию с иллюстрациями каждого растения по классификации Линнея, но в отсутствие необходимых средств этот проект не удалось реализовать. Ботаник из Галле Вильгельм фон Лейссер многие годы собирал коллекцию минералов по поручению маркграфини Каролины Луизы.
В своих владениях на правом берегу Рейна Каролина Луиза управляла сама. Её экономическая деятельность была очень успешной, она способствовала распространению марены красильной и держала мануфактуру по производству мыла и свечей. После падения с лестницы в 1779 году здоровье Каролины Луизы пошатнулось. Во время поездки в Париж в сопровождении своего сына Фридриха маркграфиня умерла от удара.
Собрания живописи и натуральных минералов Каролины Луизы легли в основу современного Государственного кунстхалле Карлсруэ и Государственного музея естествознания в Карлсруэ.

## Потомки

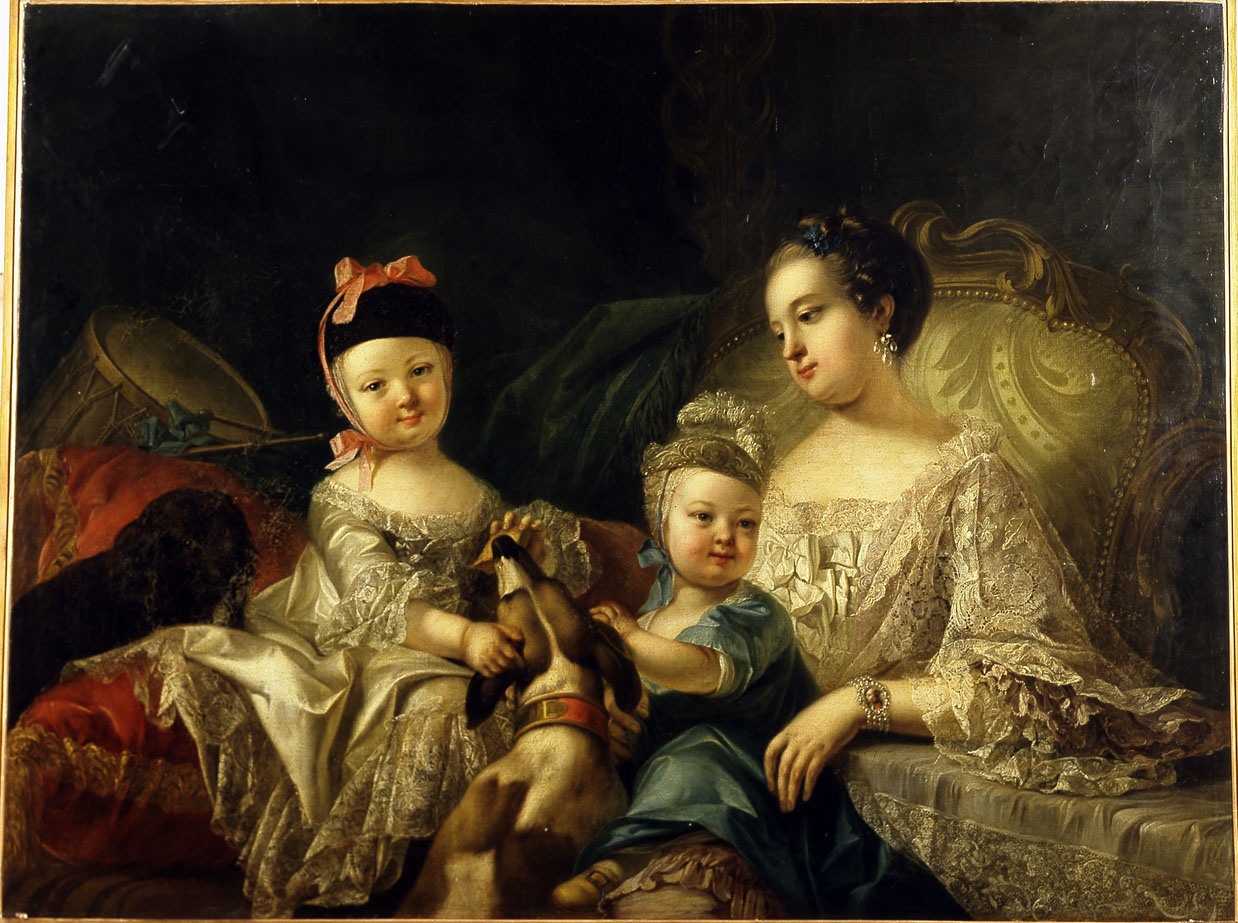
Каролина со своими старшими сыновьями Карлом Людвигом и Фридрихом

В браке с Карлом Фридрихом Баденским у Каролины Луизы родилось пять детей, воспитанием которых она занималась самостоятельно:
- Карл Людвиг (14 февраля 1755 — 16 декабря 1801), наследный принц Бадена, женился на принцессе Амалии Гессен-Дармштадтской (1754—1832).
- Фридрих (29 августа 1756 — 28 мая 1817), женился на принцессе Луизе Нассау-Узингенской (1776—1829).
- Людвиг I Вильгельм Август (9 февраля 1763 — 30 марта 1830), великий герцог Баденский.
- Мертворождённый сын (29 июля 1764)
- Луиза Августа (8 января 1767 — 11 января 1767), умерла в младенчестве.

## Награды
- В 1771 году императрица Екатерина II пожаловала орден Святой Екатерины I степени[2].